# بيترو سواريس
بيترو سواريس (بالبرتغالية: Simone Soares‏) هي ممثلة برازيلية، ولدت في 26 مارس 1977 في تاوباتي في البرازيل.

## وصلات خارجية
- بيترو سواريس على موقع IMDb (الإنجليزية)
- بيترو سواريس على موقع قاعدة بيانات الفيلم (الإنجليزية)